# Bacuch (torfowisko)
Bacuch – torfowisko w obrębie miejscowości Koniówka w województwie małopolskim, w powiecie nowotarskim, w gminie Czarny Dunajec. Pod względem geograficznym znajduje się w Kotlinie Orawsko-Nowotarskiej. Położone jest na wysokości 741 m wśród łąk i pól uprawnych po lewej stronie Czarnego Dunajca. Odległość torfowiska od tej rzeki wynosi 400-500 m, ale nie należy ono do jej zlewni. Z torfowiska wypływa bowiem Ogrójcowy Potok znajdujący się w zlewisku Morza Czarnego, odległego stąd o kilkaset kilometrów. Pomiędzy brzegiem Czarnego Dunajca a torfowiskiem Bacuch przebiega dział wód między zlewiskami Morza Czarnego i Bałtyku.
Rozległy kompleks torfowisk, bagien, trzęsawisk, podmokłych łęgów i bagiennych lasów sosnowych, ciągnący się od Suchej Góry na Słowacji po Ludźmierz na Orawie nazywano pustaciami lub puściznami. Po ustąpieniu lodowca teren ten był wielkim rozlewiskiem młak i jezior, które stopniowo zamulane było niesionymi przez wodę osadami  tworzącymi stożki napływowe, równocześnie też podlegało zarastaniu, w którym wielki udział miał mech torfowiec. Z jego obumarłych szczątków tworzył się torf. Zarastanie to zaczęło się około 10-11 tysięcy lat temu. Rocznie przybywa około 1 mm torfu. Torfowisko  tworzy specyficzne warunki życia dla roślin. Charakteryzują się one bardzo kwaśnym odczynem, dużą wilgotnością i ubóstwem składników pokarmowych. W takich warunkach na torfowisku rozwijają się specyficzne, charakterystyczne dla torfowisk gatunki roślin. 
Torfowiska Kotliny Orawsko Nowotarskiej to unikatowy w skali Europy obszar. Planuje się utworzenie tutaj specjalnych obszarów ochrony pod nazwą „Torfowiska Orawsko-Nowotarskie”. Mają one objąć obszar 8255,62 ha. Torfowisko Bacuch jest torfowiskiem wysokim. Dawniej eksploatowano w nim torf, wskutek czego jego kopuła została niemal całkowicie zniwelowana. Na części obszaru dawnej kopuły zachowała się jednak charakterystyczna roślinność torfowiskowa. Z rzadkich w Karpatach roślin rośnie tutaj m.in. bagno zwyczajne. Torfowisko jest własnością prywatną, aby zastosować jego ochronę przewiduje się płatności rolno-środowiskowe za zaniechanie gospodarowania na nim, utrzymanie i prowadzenie odpowiednich zabiegów pielęgnacyjnych.